# And the Forests Dream Eternally
 (octobre 2017).
Si vous disposez d'ouvrages ou d'articles de référence ou si vous connaissez des sites web de qualité traitant du thème abordé ici, merci de compléter l'article en donnant les références utiles à sa vérifiabilité et en les liant à la section « Notes et références ».
Albums de Behemoth
...From the Pagan Vastlands
(1993) Sventevith (Storming Near the Baltic)
(1995)
And the Forests Dream Eternally est un EP du groupe de Black metal polonais Behemoth. L'EP est sorti en 1994 sous le label Enthopy Records.
L'EP est ré-édité en 1997 en split avec l'EP Forbidden Spaces du groupe de Black metal polonais Damnation.

## Titres de l'album
Le titre Pure Evil and Hate est encore aujourd'hui un des titres les plus appréciés du groupe et est joué à quasiment chaque concert.
Les titres Sventevith (Storming Near the Baltic) et Transylvanian Forest feront partie de la liste des titres du premier album studio du groupe, Sventevith (Storming Near the Baltic)

## Musiciens
- Nergal - Chant, Guitare, Basse
- Frost - Guitare
- Baal - Batterie

## Liste des titres
| No | Titre                                 | Durée |
| -- | ------------------------------------- | ----- |
| 1. | Transylvanian Forest                  | 5:35  |
| 2. | Moonspell Rites                       | 6:01  |
| 3. | Sventevith (Storming Near the Baltic) | 5:59  |
| 4. | Pure Evil and Hate                    | 3:08  |
| 5. | Forgotten Empire of Dark Witchcraft   | 4:11  |